# Pâris (Canova)
Pâris est une sculpture en marbre exécutée par Antonio Canova dans les premières années du XIXe siècle. Conservée au Musée de l'Ermitage de Saint-Pétersbourg, il en existe aussi une version au Metropolitan Museum de New York.

## Histoire
La sculpture a été réalisée sur commande de Joséphine de Beauharnais et exposée dans le château de Malmaison, où elle a suscité l'étonnement des personnes présentes, et la louange sincère de Leopoldo Cicognara, qui, dans une lettre à l'artiste datant du 24 juillet 1813, fait l'éloge de la beauté de l'œuvre, la croyant modelée « à force de caresses et de baisers ».

## Description
L'œuvre représente le beau berger phrygien Pâris, fils des souverains de Troie, penché sur son bras gauche à un tronc d'arbre, sur lequel il a abandonné sa chlamyde, se tournant vers la droite pour regarder pensivement, comme ébloui par quelque chose.
Une réplique de l'oeuvre fut demandée à l'artiste par le roi Louis Ier de Bavière, qui l'a accueillie dans ses collections. 